# Buk v Mšeckých Žehrovicích
Buk v Mšeckých Žehrovicích (neboli Džbánský buk) je památný strom v okrese Rakovník ve Středočeském kraji. Býval titulován jako nejkrásnější památný strom Rakovnicka nebo nejkrásnější český buk. Zároveň patřil i k nejmohutnějším památným bukům – buky na rozdíl od dubů a lip nejsou tak dlouhověké a obvodu přes 5 metrů dosahují výjimečně.
29. října 2017 po orkánu Herwart, který se prohnal přes území ČR, přišel strom o část své mohutné koruny. I kvůli dřevokazné houbě troudnatci kopytovitému žehrovický buk odumírá a arboristé do jeho stárnutí a umírání nebudou nijak zasahovat.
Jak je patrné z fotografií buku v květnu 2020, z původně mohutné koruny zbyla jen neolistěná půlka a strom viditelně schne.

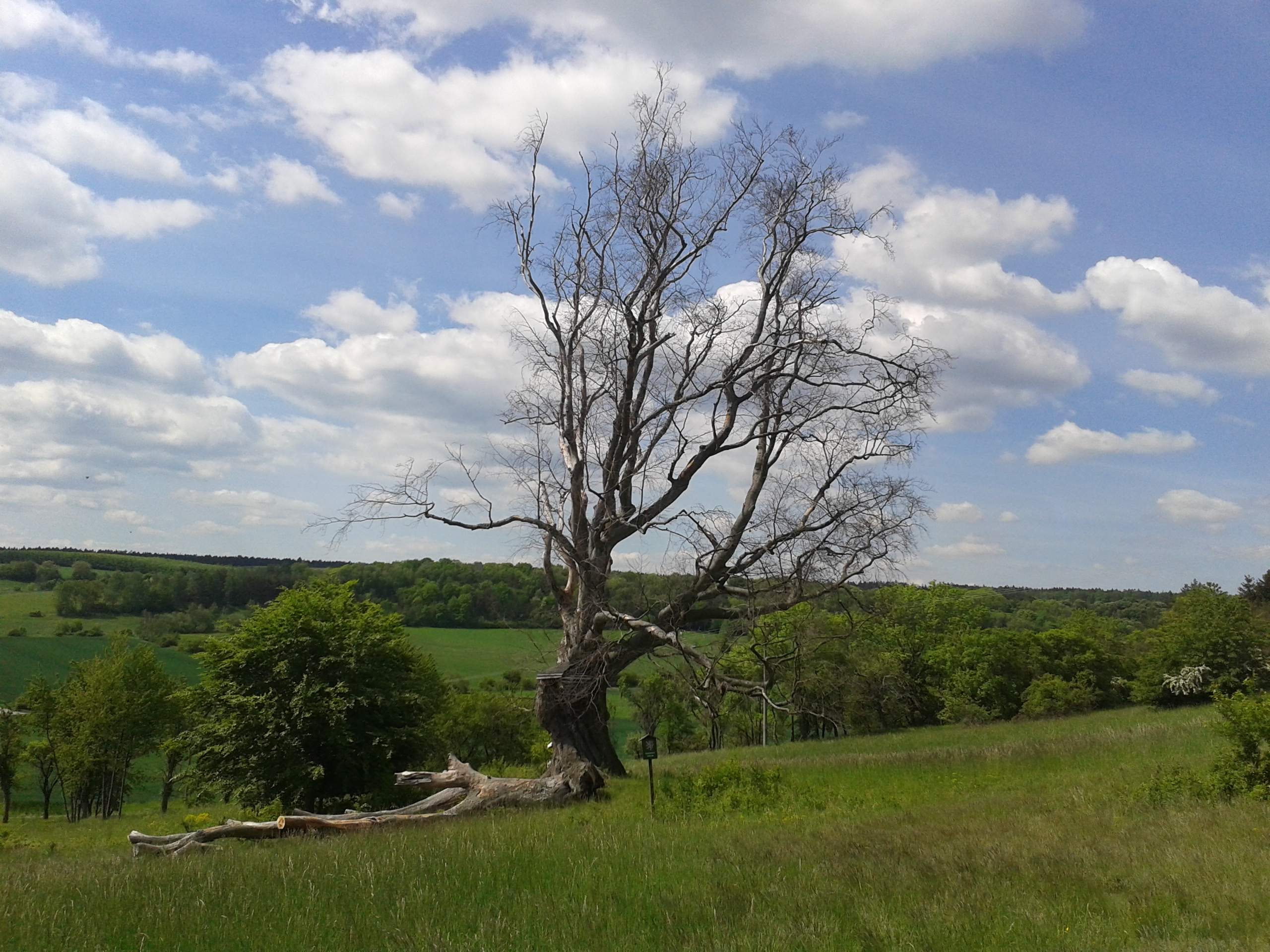
Buk u Mšeckých Žehrovic 21.5.2020
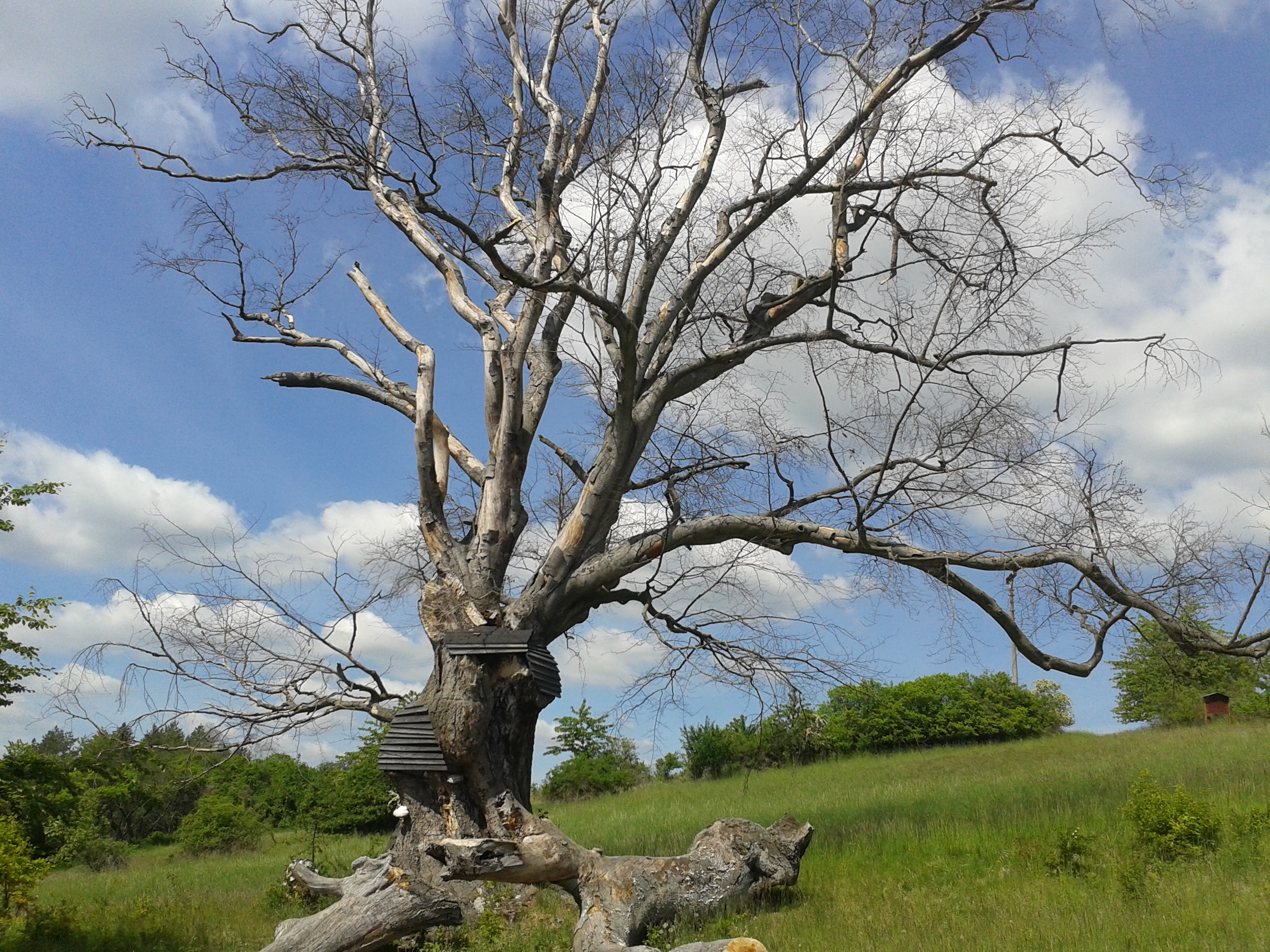
21.5.2020, pohled zespodu

## Základní údaje
- název: Buk v Mšeckých Žehrovicích, Džbánský buk[2]
- výška: 21 m[1], 21 m (2001)[2]
- obvod: 526 cm[1], 580 cm (2001)[2]
- výška koruny: 19 m (2001)[2]
- šířka koruny: 33 m (2001)[2]
- věk: 350 let[1]
- sanace: ano
- souřadnice: 50°11'3.71"N, 13°55'7.78"E

Strom roste severně od obce pod silnicí u dvojité zatáčky. Silný šroubovitě točený kmen se od výšky 4 metrů dělí a vytvářel pravidelnou širokou korunu, která se díky solitérnímu umístění rozvětvila do šířky 35 metrů. Buk u Mšeckých Žehrovic byl ústředním stromem úvodní znělky televizního pořadu Paměť stromů. Zmiňován byl v dílech 1 a 3, ale nejvíce prostoru dostal v 15. dílu: Stromy s NEJ.

## Památné a významné stromy v okolí
- Buk u Pilského rybníka (1,9 km zsz.)
- Dub u Bucku (5,1 km z.)
- Dub v Novém Strašecí (3,6 km j.)
- Duby u Martinic (3,2 km ssv., 5 stromů)
- Duby v Mšeckých Žehrovicích (1,2 km z., 4 stromy)
- Jasan sv. Isidora (4,1 km j.)
- Lípa v Novém Strašecí (4,1 km j.)
- Lípa ve Mšeci (2,6 km ssz.)
- Novostrašecké buky (4,6 km jjz., 2 stromy)
- Rynholecká lípa (5,4 km j.)
- Stochovský klen (5,5 km jv.)
- Svatováclavský dub ve Stochově (5,0 km jv.)